# دیانا در بودیسم
دیانا (انگلیسی: dhyāna)، مقام مراقبه است. تمرکز و مراقبه مقام پنجم از مقامات دهگانه «بودی ساتوا» (boddhisattva) (بوداسف) است.

## دیانا
به مرحله پنجم «بودی ساتوا»، صفت تسخیر ناپذیر بودن (sadurjaya) گفته شده‌است، چه در این مرحله نیروی مکاشفه و حالت مراقبه (dhyāna) ظاهر می‌شوند و «بودی ساتوا» به کنه چهار حقیقت شریف بودائی پی می‌برد.

## مراقبه و کشف وشهود
ژرف‌ترین تأثیر بودائی در چین و ژاپن؛ به واسطهٔ مکاتب بودائی، که راه اشراق و طریق کشف و شهود (dhyāna) را می‌آموخته‌اند بوده‌است.

## مراقبه و تمرکز چهارگانه
«بودی ساتواها» (بوداهای بالقوه) منتها درجهٔ خرد و فرزانگی را به واسطه مراقبه و تمرکز (dhyāna) چهارگانه به دست می‌آورند:
1. مراقبهٔ اول مبتنی بر این است که جهان را عاری از جوهر و اصل ثابت بدانیم (pudgalanairatmya)، یعنی ابتدا متوجه شویم که جسم سایه ای بیش نیست و وصول به خاموشی افکار.
2. مراقبه بر معاینه معانی (artha - pravicaya - dhyana).
3. واقعیت مطلق را موضوع مراقبه قرار دادن.
4. چهارمین درجهٔ این مراقبه‌ها، همانا مقام «نیروانا» است که ذهن در آن به مقام «تاتهاتا» (tathata) می‌رسد و خلأ و تهی بودن کلیهٔ عناصر حیات تحقق می‌یابد و ریشه و منشأ تسلسل تأثرات ذهنی «واسانا» (vasana) منهدم می‌گردد و ذهن آرام می‌گیرد.

## معرفت خاموش
هنگام رسیدن به خاموشی، حصول خاموشی (Nirodha-samāpatti)، کنش‌های جسمی، لفظی و روانی معلق و متوقف شده، و حیات معرفت خاموش ادراک خواهد شد.